# Université catholique du Salvador

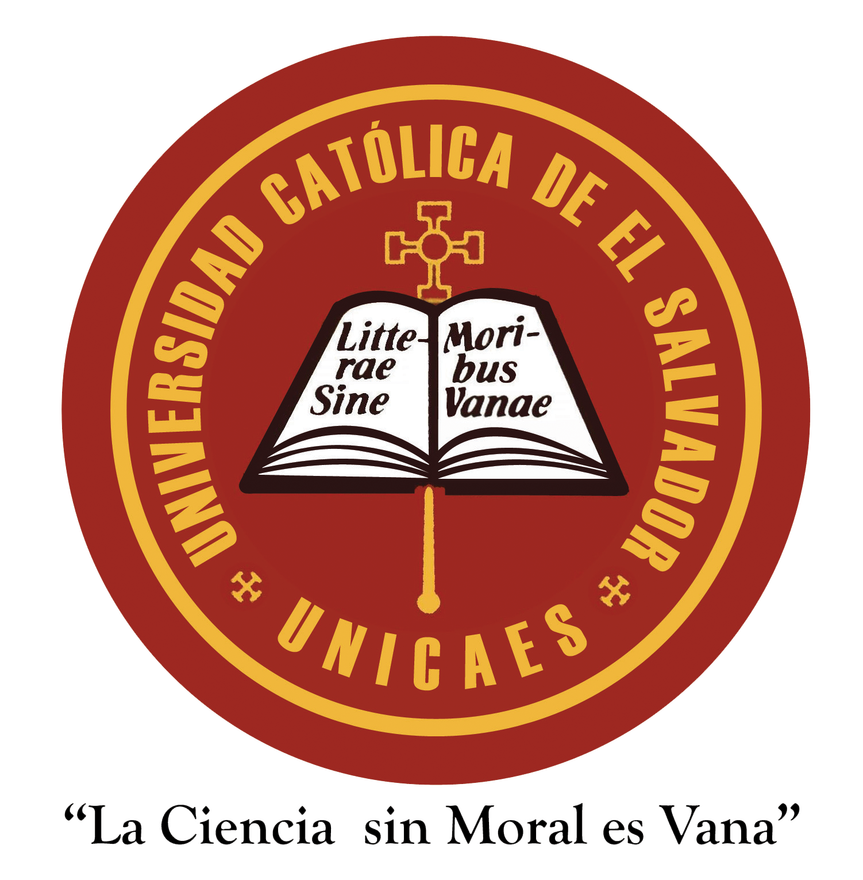
Emblème de l'université, avec sa devise : Litterae sine moribus vanae.

L'université catholique du Salvador (en espagnol : Universidad Católica de El Salvador, UNICAES) est une université privée située au  Salvador. Elle est administrée par le diocèse de Santa Ana sous la supervision de la Conférence épiscopale du Salvador (CEDES). Son campus se trouve à Santa Ana ; l'université compte deux filiales régionales, une à Ilobasco et l'autre en construction à Metapán. Elle a été fondée le 13 avril 1982 par l'évêque Marco René Revelo Contreras.
Il s'agit du deuxième établissement d'enseignement supérieur de l'ouest du pays par importance, derrière la faculté multidisciplinaire de l'Occident  de l'université du Salvador avec 5 500 étudiants immatriculés en 2016, et la deuxième de la zone nord du Salvador, derrière le siège régional de l'université Doctor Andrés Bello à Chalatenango qui comprend environ 1 500 étudiants en 2016.

## Facultés
Campus central de Santa Ana
- Faculté des sciences et humanités,
- Faculté des sciences entreprenariales,
- Faculté d'ingénierie et architecture,
- Faculté des sciences de la santé.

Centre régional d'Ilobasco
- Faculté multidisciplinaire du CRI.